# Fletcher Christian
 (juin 2024).
Si vous disposez d'ouvrages ou d'articles de référence ou si vous connaissez des sites web de qualité traitant du thème abordé ici, merci de compléter l'article en donnant les références utiles à sa vérifiabilité et en les liant à la section « Notes et références ».
Fletcher Christian (25 septembre 1764 – 20 septembre 1793) est un officier de marine britannique et un membre de l'équipage du Bounty pendant son voyage dans l'océan Pacifique. Il est le chef du groupe qui mena la Mutinerie du Bounty.

## Biographie

### Premières années
Fletcher Christian naît le 25 septembre 1764 dans la maison familiale à Moorland Close, près de Cockermouth dans le comté de Cumberland en Angleterre. Il est l'avant-dernier enfant d'une famille de six enfants. Son père, Charles Christian, un avocat, meurt alors que Fletcher n'a pas encore l'âge de quatre ans. Sa mère, Ann Christian (née Dixon), s'endette lourdement, ce qui pousse la famille à l'exil sur l'île de Man, dont les Christian sont originaires et où les créanciers anglais n'ont aucun pouvoir. À 18 ans il s'engage sur le HMS Eurydice dans un voyage de vingt-et-un mois vers l'Inde. Le journal de bord montre que le comportement à bord de Christian est plus que satisfaisant car après quelques mois hors d'Angleterre il est promu au rang de Master's mate, ce qui est l'équivalent aujourd'hui d'enseigne de vaisseau.

### Mutinerie duBounty
En 1789, il est l'officier en second du Bounty et dirige la mutinerie contre le commandant du bateau, William Bligh. Il part pour Tahiti avec onze mutins. Ne voulant pas être arrêté par la Royal Navy britannique, il part avec huit mutins, six hommes tahitiens, onze Tahitiennes et un bébé, aux îles Pitcairn, où il meurt. Selon d'autres sources, Christian réussit à rejoindre l'Angleterre. La majorité de la population actuelle des Îles Pitcairn descend directement de ces colons si particuliers.

## Représentations dans les arts

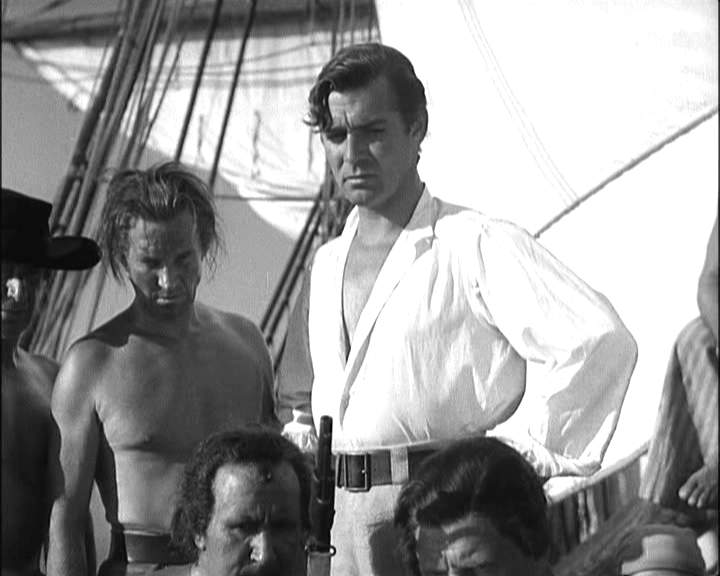
Clark Gable dans le rôle de Fletcher Christian.

En littérature, Fletcher Christian, assimilé à un héros romantique qui a su triompher de la tyrannie, a inspiré plusieurs œuvres littéraires, dont le long  poème The Island (1823) de Lord Byron, où sont développés les thèmes du « bon sauvage » et de l'île paradisiaque. Fletcher Christian (alias Titreano) apparaît dans le livre de science-fiction L'Aube de la nuit de Peter F. Hamilton sous la forme d'un possédé aidant deux jeunes filles à s'échapper de la planète nommée Norfolk. Enfin, la découverte du cadavre présumé de Christian Fletcher sert de point de départ au thriller de Val McDermid Noirs tatouages.
Le cinéma a mis en images à quatre reprises la mutinerie du Bounty dont trois sont particulièrement notables par les acteurs ayant incarné Fletcher Christian : en 1935, le film Les Révoltés du Bounty de Frank Lloyd avec Clark Gable dans le rôle principal de Fletcher ; en 1962 dans le film Les Révoltés du Bounty de Lewis Milestone, le personnage de Fletcher est interprété par Marlon Brando (rôle qui marquera le reste de sa vie personnelle, suscitera son installation en Polynésie française, et conduira à la naissance de sa fille Cheyenne Brando) ; enfin en 1984, le film Le Bounty de Roger Donaldson avec Mel Gibson dans le rôle du chef des mutins.